# Hrnčiarska Ves
Hrnčiarska Ves (hongrois : Cserepes) est un village de Slovaquie situé dans la région de Banská Bystrica.

## Histoire
La première mention écrite du village date de 1285.

## Démographie

### Évolution de la population
| Année:               | 1994. | 2004.   | 2014.   | 2024.   |
| -------------------- | ----- | ------- | ------- | ------- |
| Nombre de personnes: | 908   | 938     | 1006    | 936     |
| Différence:          |       | +3,30 % | +7,24 % | -6,95 % |

| Année:               | 2023. | 2024.   |
| -------------------- | ----- | ------- |
| Nombre de personnes: | 932   | 936     |
| Différence:          |       | +0,42 % |